# Maesiella
Maesiella é um gênero de gastrópodes pertencente a família Pseudomelatomidae.

## Espécies
- Maesiella dominguezi (J. & W. Gibson-Smith, 1983)
- Maesiella hermanita (Pilsbry & Lowe, 1932)[3]
- Maesiella maesae McLean & Poorman, 1971[4]
- Maesiella punctatostriata (Carpenter, 1856)[5]

Espécies trazidas para a sinonímia
- Maesiella solitaria Pilsbry & Lowe, 1932: sinônimo de Maesiella punctatostriata (Carpenter, 1856)